# Nicoby
Nicoby, né Nicolas Bidet le 26 mars 1976 à Rennes, est un auteur français de bande dessinée. Il a aussi signé quelques albums sous le nom de Korkydü.

## Biographie

### Confirmation (années 2010)

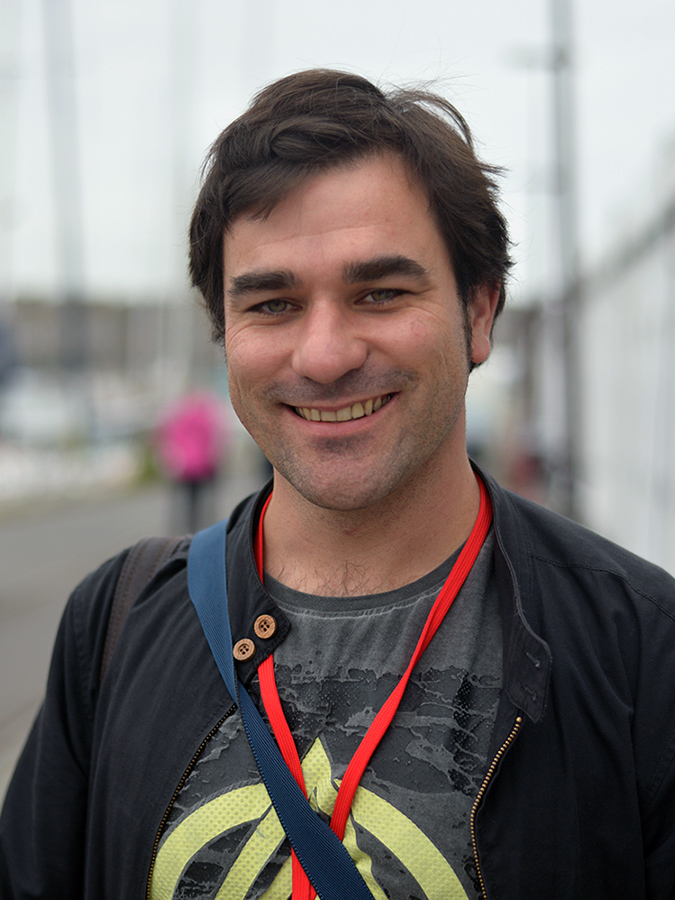
L'auteur au festival Quai des Bulles 2015, à Saint-Malo.

Durant les années 2010, il signe, seul, plusieurs romans graphiques à veine semi-autobiographique, avec le graphisme comique des débuts : il publie Vacances... (Drugstore, 2010), puis À Ouessant dans les choux (6 Pieds sous terre, 2010), qui lui permet de revisiter un séjour dans une résidence d'auteur en Bretagne. Il revient sur son expérience aux Beaux-Arts avec Nu (6 Pieds sous terre, 2012) puis signe l'introspectif Poète à Djibouti (Vide Cocagne, 2014). Il explore une sphère plus privée avec le diptyque Une Vie d'Amour (Vide Cocagne, 2015) et lorsqu'il reprend et modernise Chronique Layette (2006) pour publier Une vie de Papa (Dargaud, 2017). Autre ressortie : Mon petit Ponant (Vide Cocagne, 2018), qui reprend A Ouessant, complété de deux histoires inédites. 
Parallèlement à ces projets personnels, il collabore à plusieurs reprises avec Joub, d'abord pour signer des histoires vraies sur le monde de la bande dessinée, avec un style graphique comique : Mes années bêtes et méchantes, où le scénariste Daniel Fuchs revient sur l'histoire du journal Hara-Kiri (Drugstore, 2010) ; Dans l'atelier de Fournier, qui retrace la carrière de cet auteur phare des éditions Dupuis (2013). Puis c'est avec le journaliste Éric Aeschimann qu'il s'attaque ensuite à un autre mythe de la BD franco-belge avec La Révolution Pilote 1968-1972,  une enquête sur les années Goscinny (Dargaud, 2015). Mais il ne quitte pas pour autant Joub : ensemble, ils conçoivent Le Manuel de la Jungle (Dupuis, 2015), deux tomes de la BD d'aventures Les jeunes aventuriers (Plume Verte, 2016-2017) ainsi qu'un livre pour les plus petits, La Maison, la Nuit (éditions de la Gouttière, 2018). Les deux auteurs se retrouvent ensuite pour dessiner une BD consacrée à la question environnementale, sur un scénario de Pierre-Roland Saint-Dizier (Vents d'Ouest, 2018).

Il poursuit dans cette veine graphique en entamant une collaboration soutenue avec le belge Patrick Weber, après l'avoir rencontré à la suite d'un projet n'ayant pas abouti : ensemble, ils réalisent une trilogie anthologique dont l'action se déroule en Bretagne : Ouessantines (Vents d'Ouest, 2013), Belle-Île en père (Vents d'Ouest, 2015) et le thriller Sang de Sein (Vents d'Ouest, 2018). Ils signent aussi un one-shot dédié à la vie de Gauguin (Vents d'Ouest, 2016).

Il entame aussi une collaboration avec Tronchet : ensemble, ils signent Le Meilleur Ami de l'homme (Dupuis, 2017), conçu originellement pour être un film de cinéma, puis Tête de gondole (Dupuis, 2019)
Il est l'un des trois directeurs artistiques du festival de bande-dessinée Le Quai des Bulles.

## Publications

### Albums

#### Sous le pseudo Korkydü
- La Voix, scénario de Pascal Bertho, Vents d'Ouest, 2 tomes: 2003-2004[10].
- Pattes de Velours, scénario Pascal Bertho, Delcourt 2005.

#### Sous le pseudo Nicoby
- Les Zélus, scénario Ferru, Vents d'Ouest, 3 tomes: 2001-2002-2003[11].
- Excursion coréenne, 6 Pieds sous terre, 2006.
- Chronique Layette, 6 Pieds sous terre, 2006.
- La Chasse au Papillon, Carabas, 2008.
- Les ensembles contraires, scénario de Kris et Erik T, Futuropolis, 2 tomes: 2008-2009.
- Vacances..., Drugstore, 2010.
- À Ouessant dans les choux, 6 Pieds sous terre, 2010.
- Mes années bêtes et méchantes, scénario de Daniel Fuchs et Joub, Drugstore, 2010.
- Charlotte et l'Armoire Magique, Éditions Gargantua, 2011.
- Apple et Lemon, Tabou, 2 tomes: 2011-2013.
- Nu, 6 Pieds sous terre, 2012.
- 20 ans ferme, un récit pour témoigner de l'indignité d'un système, scénario de Sylvain Ricard, Futuropolis, 2012.
- Dans l'atelier de Fournier, avec Joub, Dupuis, 2013.
- Ouessantines, scénario de Patrick Weber, Vents d'Ouest, 2013.
- Poète à Djibouti, Vide Cocagne, 2014.
- La Révolution Pilote 1968-1972, avec Éric Aeschimann, enquête sur les années Goscinny avec les témoignages de Gotlib, Fred, Druillet, Bretécher, Mandryka et Giraud, Dargaud, 2015
- Belle-Île en père, scénario de Patrick Weber, Vents d'Ouest, 2015
- Manuel de la Jungle,scénario de  Joub, Dupuis, 2015
- Grandes oreilles et bras cassés, avec Jean-Marc Manach, Futuropolis, 2015
- Une vie d'amour, Vide Cocagne, 2015
- Les friend doctors, scénario de Sophie Zuber, Glénat, 2016
- Une vie de papa !, Dargaud, 2017
- Histoire dessinée de la France t. 2 : L'Enquête gauloise : De Massilia à Jules César (dessin), avec Jean-Louis Brunaux (scénario), La Revue dessinée et La Découverte, 2017 [12]
- Le Meilleur Ami de l'homme, scénario de Tronchet, Dupuis, septembre 2017
- Mon petit Ponant, Vide Cocagne, 2018
- Sang de Sein, scénario de Patrick Weber, Vents d'Ouest, avril 2018
- Le Signal de l’océan[13] avec Joub (dessin) et Pierre-Roland Saint-Dizier (scénario), Vents d'Ouest, 2018
- Mes quatre saisons, Dupuis, avril 2020
- C'est la guerre - journal d'une famille confinée, couleurs Philippe Ory, Komics Initiative, 2020
- Cache-cache mortel à Bréhat, scénariste Patrick Weber, dessinateur Nicoby, Glénat, 2022[14]  (ISBN 9782749309286).

### Éditions limitées
- Jean-Michel et la dure réalité de la vie, Les Zéditions, 1995
- BDZH L'Histoire, scénario Alain Goutal, 2006
- Jules Braco dans une sale Affaire, Auto-édition, 2009
- Hubert face à son destin, Auto-édition, 2010
- Carnet de Guyane, Auto-édition, 2013
- Marc et Pép' comix, Vide Cocagne, 2013
- Tomber des Nus, Auto-édition, 2014

### Travaux collectifs
- Marie Moinard et collectif, En chemin elle rencontre... : Les artistes se mobilisent contre la violence faite aux femmes, Des ronds dans l'O / Amnesty International, septembre 2009, 96 p. (ISBN 978-2-917237-06-9)
- La Revue dessinée, plusieurs numéros

## Récompenses
- Prix Polar'Encontre, Festival du Polar à Bon-Encontre pour 20 ans ferme Futuropolis en 2013[15].